# São Mateus (distrito de São Paulo)
São Mateus é um distrito localizado na zona leste do município brasileiro de São Paulo, a aproximadamente 20 km da região central do município. Foi criado pela Lei Estadual nº 4.954, de 27 de dezembro de 1985, após pedido apresentado a Assembleia Legislativa de São Paulo no ano de 1984.
Tem uma população de aproximadamente 160 mil habitantes.

## História

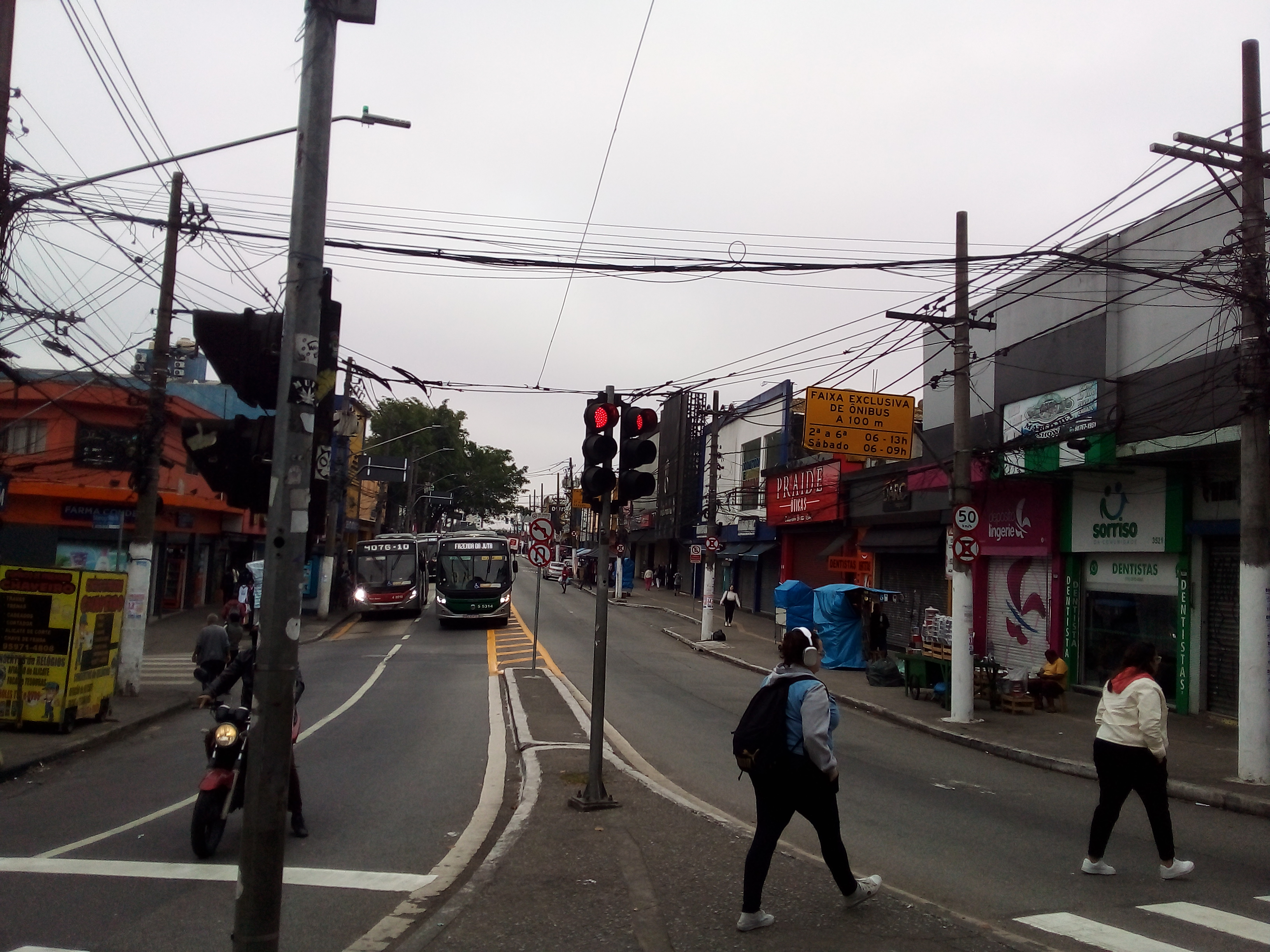
Avenida Mateo Bei

Loteado a partir de 1948, somente a partir de 1956 teve seu desenvolvimento mais acelerado, devido ao grande desenvolvimento econômico do ABC Paulista e a forte migração para São Paulo (principalmente de mineiros, portugueses, japoneses, pessoas oriundas do interior de São Paulo e nordestinos).
Inicialmente, a região foi batizada de "Cidade São Mateus" como uma homenagem de um integrante de uma das famílias residentes da região, Salvador Bei, ao seu pai, Mateo Bei. O termo "cidade" foi dado pois havia-se certeza que o bairro, futuramente, se tornaria uma cidade em ascensão. Mateo Bei também foi responsável por dar nome à primeira e principal avenida do distrito.

## Transporte
O distrito é atendido pela Linha 15-Prata do monotrilho, operada pelo Metrô de São Paulo, contando com duas estações: São Mateus, inaugurada em 2019, e Jardim Colonial, inaugurada em 2021. Também conta com um terminal de ônibus inaugurado em 1988, que abriga linhas metropolitanas do Corredor ABD da EMTU, bem como linhas municipais da SPTrans. Também está prevista a construção de um novo terminal, que será conectado com o já existente.

## Bairros
Bairros de São Mateus:
- Cidade Centenário
- Cidade São Mateus
- Cidade Satélite Santa Bárbara
- Jardim Cinco de Julho
- Jardim Egle
- Jardim Imperador
- Jardim Itápolis
- Jardim Nove de Julho
- Jardim Paraguaçu
- Jardim Ricardo
- Jardim Santa Adélia
- Jardim São Cristóvão
- Jardim São José
- Jardim Tietê
- Jardim Três Marias
- Jardim Valquiria
- Jardim Vera Cruz
- Parque Colonial
- Parque do Jardim Sapopemba
- Parque Industrial São Lourenço
- São Mateus

## Demografia
Evolução demográfica do distrito de São Mateus

## Distritos limítrofes
- Sapopemba (Oeste)
- Aricanduva (Noroeste)
- Cidade Líder e Parque do Carmo (Norte)
- Iguatemi (Leste)
- São Rafael (Sudeste)

## Municípios limítrofes
- Santo André e Mauá (Sul)

## Pedido de emancipação
O distrito tentou emancipar-se da capital e ser transformado em município no ano de 1990, mas não obteve êxito.